# Let Me Go

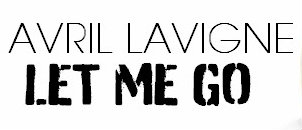
Альтернативная подпись к синглу

«Let Me Go» — песня Аврил Лавин, выпущенная, как третий сингл её пятого студийного альбома Avril Lavigne. Сингл официально выпущен 15 октября 2013, однако был доступен для прослушивания месяцем ранее. Трек создан совместно с мужем певицы, солистом Nickelback Чедом Крюгером. Это первый сингл Аврил Лавин для создания которого был приглашен сторонний автор. Клип на данную песню был выпущен 15 октября. Также за день до выхода, певица выложила на свою страницу в твиттере обложку сингла.
Песня дебютировала на 37 месте в Billboard Adult Pop Songs и на 78 месте в Billboard Hot 100. Также данная композиция дебютировала на 12 месте в Canadian Hot 100.

## Чарты
| Чарт (2013–14)                                 | Лучшая позиция |
| ---------------------------------------------- | -------------- |
| Австралия (ARIA)                               | 77             |
| Австрия (Ö3 Austria Top 40)                    | 32             |
| Бельгия/Фландрия (Ultratip Bubbling Under)     | 7              |
| Бельгия/Валлония (Ultratip Bubbling Under)     | 16             |
| Brazil (Billboard Brasil Hot 100)              | 52             |
| Brazil Hot Pop Songs                           | 19             |
| Канада (Billboard Canadian Hot 100)            | 12             |
| Канада (Billboard AC)                          | 6              |
| Канада (Billboard CHR/Top 40)                  | 24             |
| Канада (Billboard Hot AC)                      | 12             |
| Чехия (Rádio — Top 100)                        | 8              |
| Чехия (Singles Digitál Top 100)                | 94             |
| Франция (SNEP)                                 | 168            |
| Германия (GfK)                                 | 63             |
| Netherlands (Tipparade)                        | 13             |
| Scottish Singles Chart                         | 54             |
| South Korea (Gaon International Digital Chart) | 5              |
| Швейцария (Schweizer Hitparade)                | 63             |
| Taiwan (Five Music Western Chart)              | 2              |
| UK Singles (Official Charts Company)           | 66             |
| США (Billboard Hot 100)                        | 78             |
| США (Billboard Adult Pop Airplay)              | 20             |
| США (Billboard Digital Song Sales)             | 36             |

## Сертификации
| Регион                                                      | Сертификация | Продажи |
| ----------------------------------------------------------- | ------------ | ------- |
| Канада (Music Canada)                                       | Золотой      | 40 000^ |
| ^ Данные о тиражах приведены только на основе сертификации. |              |         |